# Bumetopia okinawana
Bumetopia okinawana là một loài bọ cánh cứng trong họ Cerambycidae.